# Portengense Brug
Portengense Brug est un hameau situé dans la commune néerlandaise de Stichtse Vecht, dans la province d'Utrecht. Le hameau est situé près de Portengen, et emprunte son nom à un pont (brug) qui y mène et qui traverse le canal d'évacuation de Groote Heikop.